# San Luis (Comayagua)
San Luis (uit het Spaans: "Sint-Lodewijk") is een gemeente (gemeentecode 0316) in het departement Comayagua in Honduras.
De gemeente is relatief jong. In 1975 is ze afgesplitst van de gemeente Esquías.
De gemeente ligt op een hoogvlakte, omringd door de bergen Guaruma, El Caliche en Suyatal.

## Bevolking
De bevolking is als volgt verdeeld:
| Vrouwen | 5763 | 49,8% |
| Mannen  | 5798 | 50,2% |

## Dorpen
De gemeente bestaat uit dertien dorpen (aldea), waarvan de grootste qua inwoneraantal: San Luis (code 031601) en Quebrada Amarilla (031612).